# Palaeohatteria
Палеогаттерия (лат. Palaeohatteria) — род вымерших сфенакодонтов из ранней перми. Ископаемые остатки обнаружены на территории современной Западной Германии.

## Классификация
Вид ранее относили к Haptodus как H. longicaudus. Однако Laurin (1993, 1994) обнаружил, что подсемейство Haptodontinae является полифилетическим. Переоценивая палеогаттерию вместе с Pantelosaurus, Spindler (2016) пришел к выводу, что Palaeohatteria и Pantelosaurus образовывали отдельное семейство сфенакодонтов, тесно связанное с терапсидами —  Palaeohatteriidae.